# Repslageri

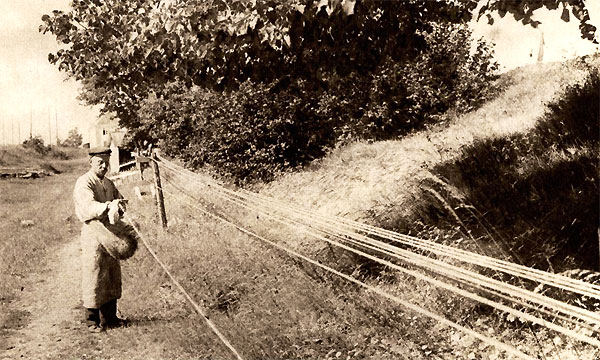
Hantverksmässigt repslageri i Sverige på 1920-talet.

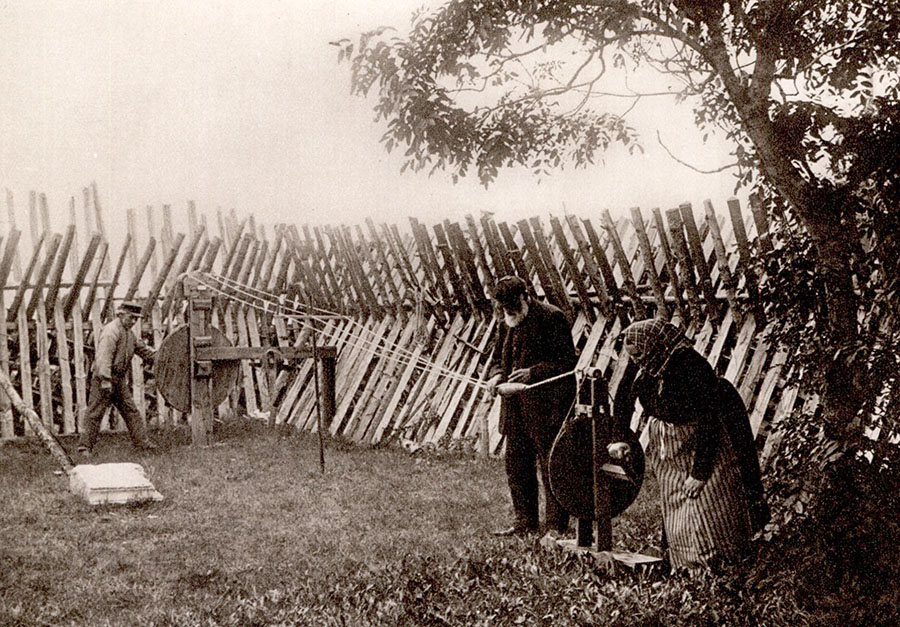
Repslageri på bondgård. Bunge, Gotland. Foto från 1920-talet.

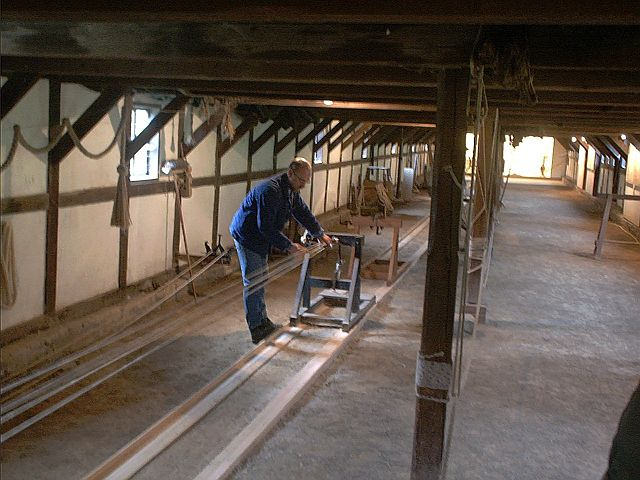
Äldre repslagarbana i Hohenlimburg Tyskland

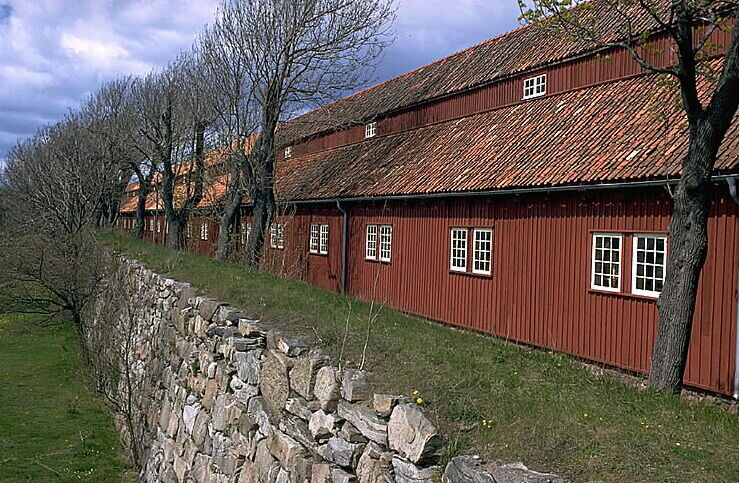
Repslagarbanan på Lindholmen i Karlskrona.

Repslageri (äldre beteckning repslagarbana) är en verksamhet där man slår rep och tvinnar snören.
Rep kan vara kabelslagna eller trosslagna. Trossar slås genom att tre eller fler dukter (kallade kardeler när repet är färdigt) slås ihop. Kablar läggs genom att tre eller flera trossar slås ihop till ett grövre tåg. Vid varje hopslagning till en grövre produkt tvinnas de klenare mot sin tvinning.
Med fyra eller fler dukter/kardeler lägger man en s.k. kalv, en dukt eller ett rep i mitten av repet, för att det inte ska deformeras utan behålla sin runda omkrets.
När tågvirket tas i användning kallas det ofta inte rep utan lina, t.ex. förtöjningslina, ankarlina, flagglina. Det har inte nödvändigtvis med diametern att göra även om det typiskt används så i modernt tal: Lina: Klent tåg, Tross: Grovt tåg. Linor i modernt tal och en del snören är om inte flätade trosslagna.
Rep har i någon form funnits så länge människan ägnats sig åt jakt, fiske och båtkonstruktion. Råmaterial kan vara djurhår, djurhud eller växtfiber. Under 1900-talet utvecklades produktion med syntetiska fibrer.

## Historik

### Bakgrund
När människan började tillverka rep är inte känt, eftersom linor alltid har behövts till jakt och fiske eller till båtars handhavande.[källa behövs] I en egyptisk gravkammare från 2600 f.Kr. finns en avbildning av hur det kan ha gått till vid repslagning. Vilket material som har använts är föga känt; det kan ha varit hår från djur eller någon gräsart eller bast.[källa behövs] Senare är det känt från vikingatida lämningar att de har nyttjat bastrep och även, i senare fynd, hud från valross. Lämningar funna i Gokstadsskeppet är av spunnet hår av nötboskap. I den äldre Gotlandslagen från år 1428 är repslagare känt som yrke, och 1656 är yrket ett stadfäst skrå. Från medeltid fram till halva delen av 1800-talet gick reptillverkning till på ungefär samma vis med få förändringar.

### Material och mekanisering
De material som i huvudsak har kommit till användning vid repslagning i äldre tid har varit olika sorters hampa eller lin. Repslageriet var indelat i två yrkesgrupper. Repslagare som slår rep, och sejlare för klenare gods. Under 1700- och 1800-talet kom det till flera maskiner för häckling och garnspinneri, en maskin för bråkning fick patent redan år 1664.
Först 1866 kom de första automatiska spinnmaskiner men det dröjde fram mot sekelskiftet till de automatiska maskinerna slog igenom på repslagarbanorna.[källa behövs]

### Svenska repslagerier
Den äldre delen av örlogsvarvet i Karlskrona har en 300 meter lång repslagarbana, vilken är norra Europas längsta byggnadsverk i trä.
Ett av de sista kommersiella repslagerierna i Sverige var P A Carlmarks repslageri i Älvängen.
Idag finns endast ett enda kommersiellt repslageri kvar i Sverige med egen produktion av rep och linor. Det är AB Knut Westerbergs Repslageri i Norrköping. Här finns en 150 meter lång repslagarbana och maskiner från tre sekel i drift. AB Knut Westerbergs Repslageri äger och marknadsför varumärket Swedish Rope.